# Les Rives
Pour les articles homonymes, voir Rives.
Les Rives (en occitan Las Ribas) sont une commune française située dans le nord du département de l'Hérault, en région Occitanie (anciennement Languedoc-Roussillon). Ses habitants sont appelés les Rivois et les Rivoises.
Exposée à un climat de montagne, elle est drainée par la Lergue et par deux autres cours d'eau. La commune possède un patrimoine naturel remarquable : un site Natura 2000 (le « causse du Larzac ») et cinq zones naturelles d'intérêt écologique, faunistique et floristique.
Les Rives sont une commune rurale qui compte 151 habitants en 2022, après avoir connu un pic de population de 420 habitants en 1821. Elle fait partie de l'aire d'attraction de Lodève.

## Géographie

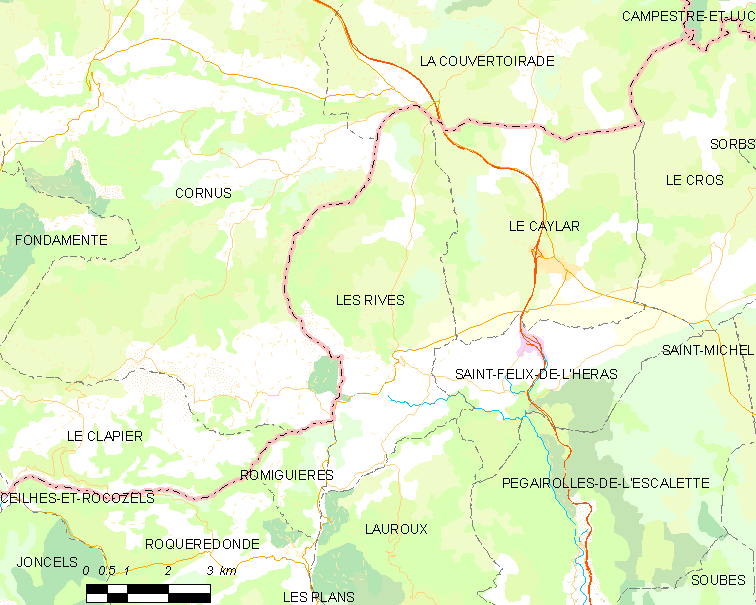
Carte de localisation des Rives.

Les Rives sont situées dans la partie sud du plateau du Larzac.
La commune est limitrophe du département de l'Aveyron.
Outre la localité chef-lieu éponyme des Rives, la commune comprend également le hameau des Sièges.

### Communes limitrophes
| La Couvertoirade (Aveyron), Cornus (Aveyron) | La Couvertoirade (Aveyron) | La Couvertoirade (Aveyron), Le Caylar |
| Cornus (Aveyron)                             | Rives                      | Le Caylar                             |
| Romiguières                                  | Lauroux                    | Saint-Félix-de-l'Héras                |

### Curiosité géologique
Un lac intermittent (et éponyme) apparaît irrégulièrement au nord du village : le lac des Rives.

### Climat
Pour des articles plus généraux, voir Climat de l'Occitanie et Climat de l'Hérault.
En 2010, le climat de la commune est de type climat des marges montargnardes, selon une étude s'appuyant sur une série de données couvrant la période 1971-2000. En 2020, Météo-France publie une typologie des climats de la France métropolitaine dans laquelle la commune est dans une zone de transition entre le climat de montagne et le climat méditerranéen et est dans une zone de transition entre les régions climatiques « Provence, Languedoc-Roussillon » et « Sud-est du Massif Central ».
Pour la période 1971-2000, la température annuelle moyenne est de 10 °C, avec une amplitude thermique annuelle de 15,7 °C. Le cumul annuel moyen de précipitations est de 1 065 mm, avec 10,3 jours de précipitations en janvier et 4,4 jours en juillet. Pour la période 1991-2020, la température moyenne annuelle observée sur la station météorologique la plus proche, située sur la commune du Caylar à 5 km à vol d'oiseau, est de 10,7 °C et le cumul annuel moyen de précipitations est de 1 161,1 mm,. Pour l'avenir, les paramètres climatiques de la commune estimés pour 2050 selon différents scénarios d'émission de gaz à effet de serre sont consultables sur un site dédié publié par Météo-France en novembre 2022.

### Milieux naturels et biodiversité

#### Réseau Natura 2000

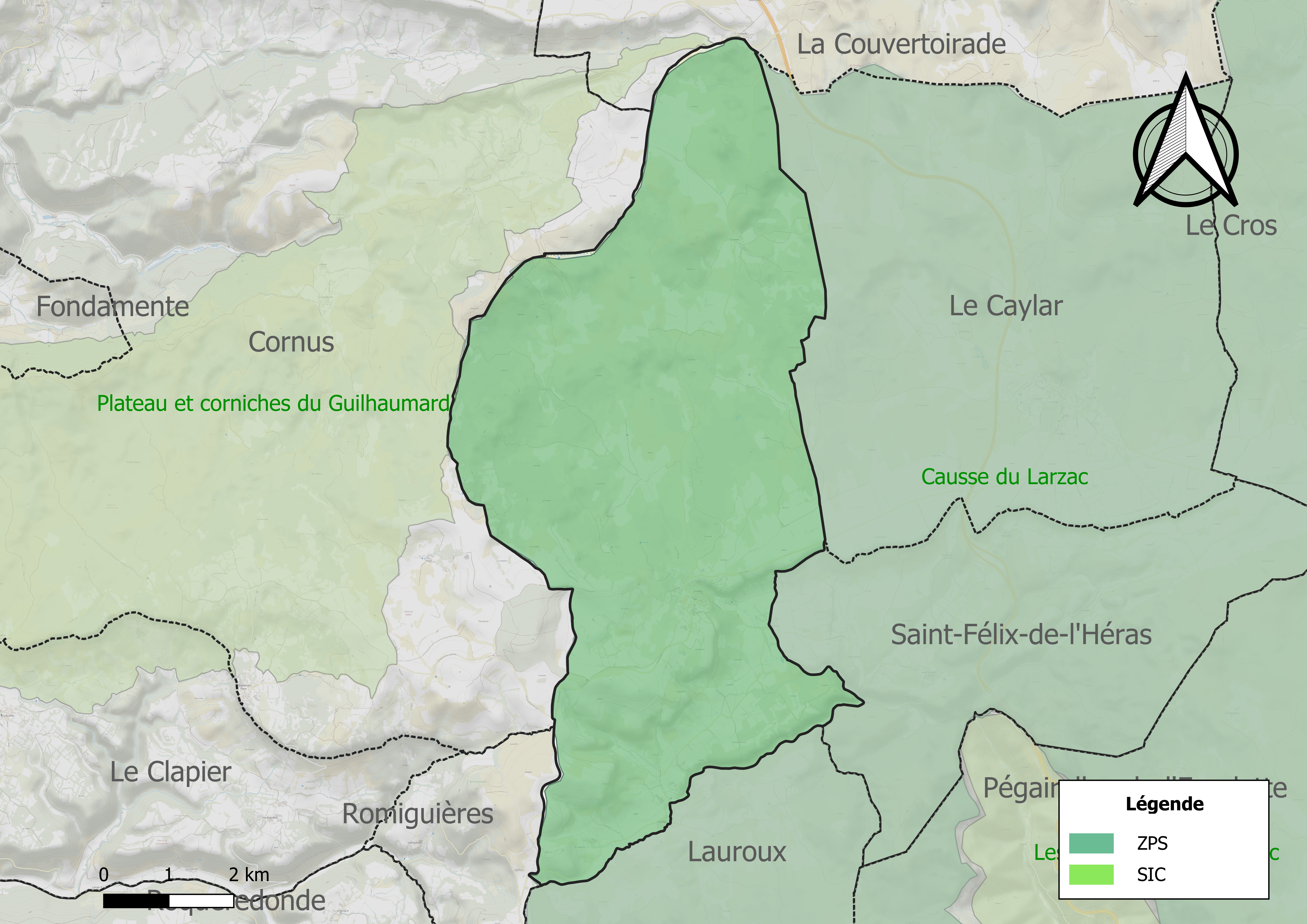
Sites Natura 2000 sur le territoire communal.

Le réseau Natura 2000 est un réseau écologique européen de sites naturels d'intérêt écologique élaboré à partir des directives habitats et oiseaux, constitué de zones spéciales de conservation (ZSC) et de zones de protection spéciale (ZPS).
Un site Natura 2000 a été défini sur la commune tant au titre de la directive oiseaux, que de la directive habitats, le « causse du Larzac ». D'une superficie de 29 556 ha, il fait partie des causses méridionaux, un ensemble régional original unique en Europe. Il est le plus grand ensemble de formations herbeuses sèches semi-naturelles en France et abrite un grand nombre d’espèces endémiques. Ce site abrite 17 espèces d'oiseaux d'intérêt communautaire pour la plupart liées pour leur reproduction et/ou leur alimentation aux milieux ouverts (dont le Bruant ortolan, le Pipit rousseline, l'Alouette lulu, la Pie-grièche écorcheur, etc… en effectifs bien représentées par rapport à la moyenne nationale),.

#### Zones naturelles d'intérêt écologique, faunistique et floristique
L’inventaire des zones naturelles d'intérêt écologique, faunistique et floristique (ZNIEFF) a pour objectif de réaliser une couverture des zones les plus intéressantes sur le plan écologique, essentiellement dans la perspective d’améliorer la connaissance du patrimoine naturel national et de fournir aux différents décideurs un outil d’aide à la prise en compte de l’environnement dans l’aménagement du territoire.
Trois ZNIEFF de type 1 sont recensées sur la commune :
- le « chaos dolomitique de la Pezade » (750 ha), couvrant 3 communes dont une dans l'Aveyron et deux dans l'Hérault[12] ;
- le « chaos dolomitique des Rives » (550 ha), couvrant 2 communes du département[13],
- les « pelouses et prairies de la hautes vallée de la Lergue aux Sièges » (411 ha), couvrant 3 communes du département[14] ;

et deux ZNIEFF de type 2, : 
- le « causse du Larzac » (50 424 ha), couvrant 23 communes dont 21 dans l'Aveyron et deux dans l'Hérault[15] ;
- le « causse et contreforts du Larzac et montagne de la Séranne » (44 035 ha), couvrant 33 communes dont une dans l'Aveyron, deux dans le Gard et 30 dans l'Hérault[16].

Carte des ZNIEFF de type 1 et 2 aux Rives.
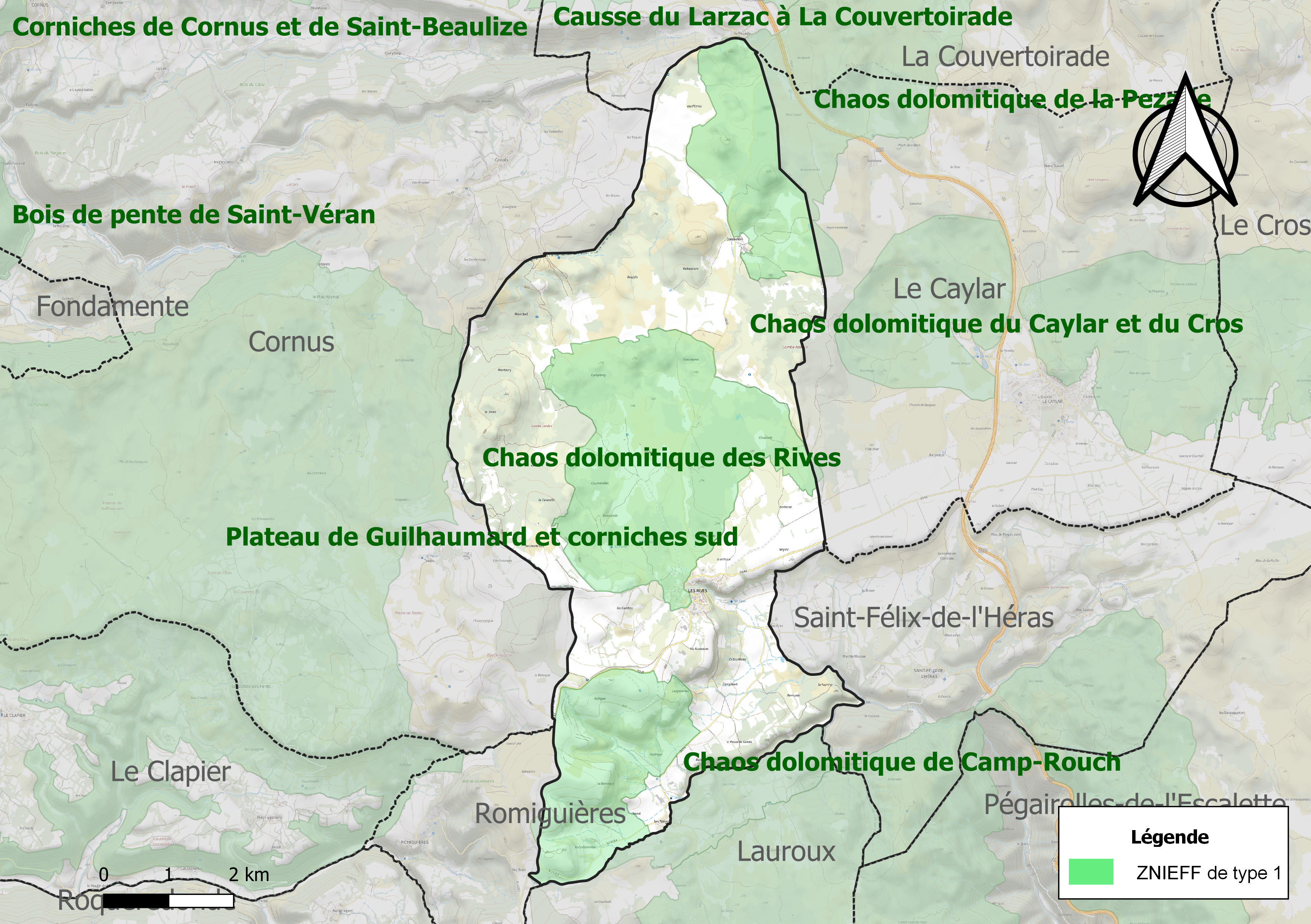
Carte des ZNIEFF de type 1 sur la commune.
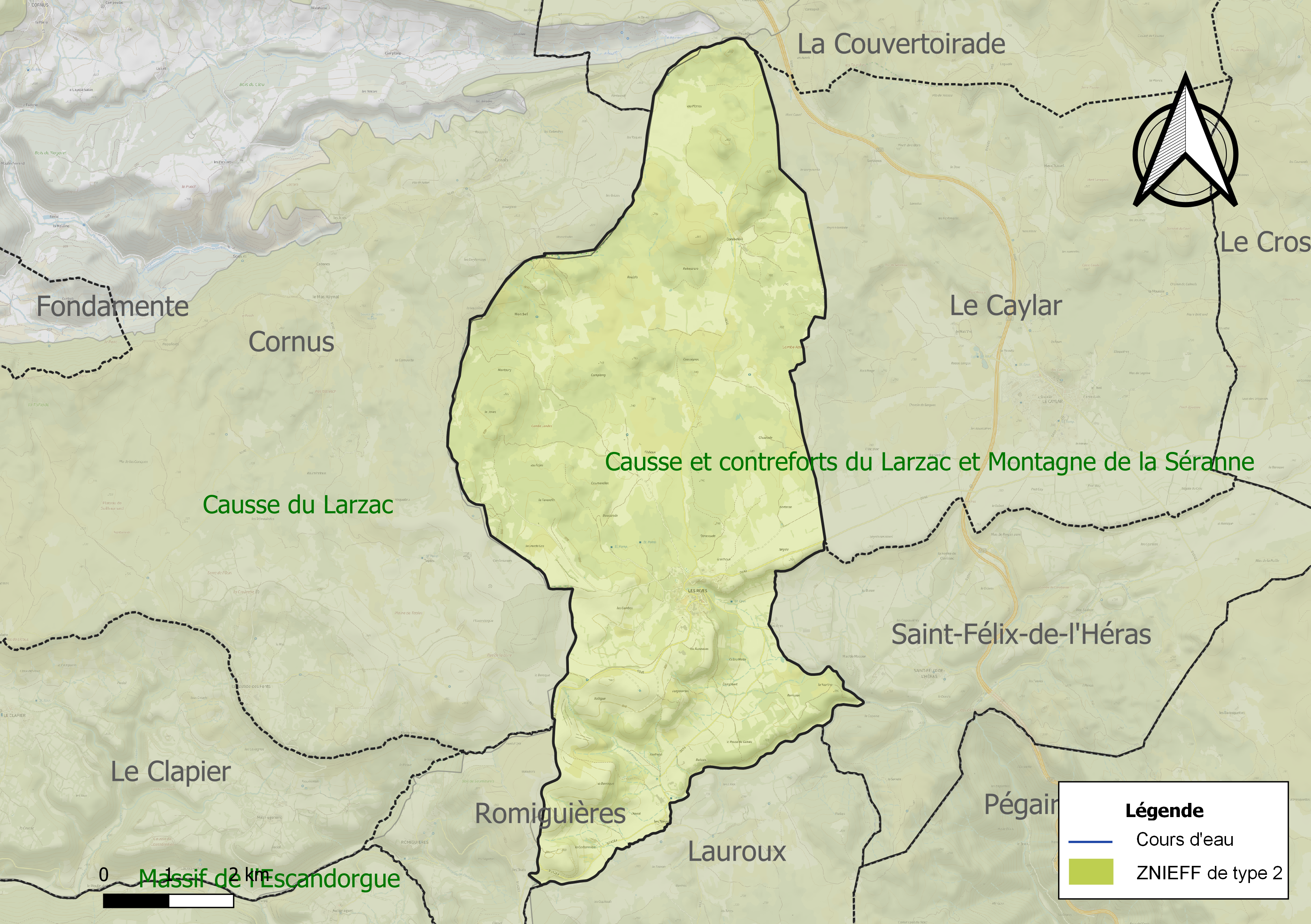
Carte des ZNIEFF de type 2 sur la commune.

## Urbanisme

### Typologie
Au 1er janvier 2024, Les Rives sont catégorisées commune rurale à habitat dispersé, selon la nouvelle grille communale de densité à sept niveaux définie par l'Insee en 2022.
Elle est située hors unité urbaine. Par ailleurs la commune fait partie de l'aire d'attraction de Lodève, dont elle est une commune de la couronne,. Cette aire, qui regroupe 19 communes, est catégorisée dans les aires de moins de 50 000 habitants,.

### Occupation des sols
L'occupation des sols de la commune, telle qu'elle ressort de la base de données européenne d’occupation biophysique des sols Corine Land Cover (CLC), est marquée par l'importance des forêts et milieux semi-naturels (64,1 % en 2018), une proportion identique à celle de 1990 (64,1 %). La répartition détaillée en 2018 est la suivante : 
milieux à végétation arbustive et/ou herbacée (42,7 %), forêts (21,5 %), prairies (17,9 %), zones agricoles hétérogènes (14,6 %), terres arables (2,1 %), zones urbanisées (1,3 %). L'évolution de l’occupation des sols de la commune et de ses infrastructures peut être observée sur les différentes représentations cartographiques du territoire : la carte de Cassini (XVIIIe siècle), la carte d'état-major (1820-1866) et les cartes ou photos aériennes de l'IGN pour la période actuelle (1950 à aujourd'hui).

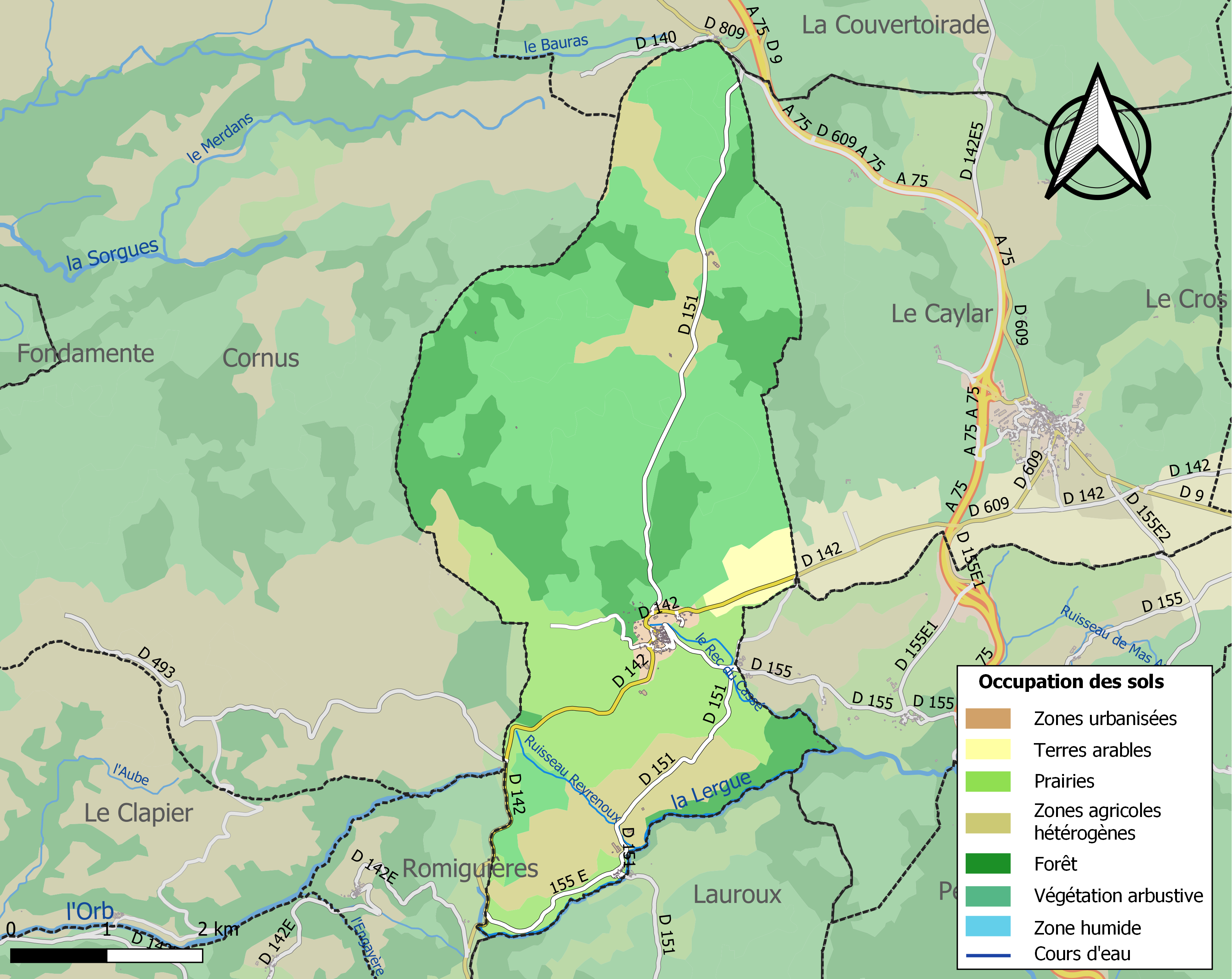
Carte des infrastructures et de l'occupation des sols de la commune en 2018 (CLC).

### Risques majeurs
Le territoire de la commune des Rives est vulnérable à différents aléas naturels : météorologiques (tempête, orage, neige, grand froid, canicule ou sécheresse) et séisme (sismicité très faible). Un site publié par le BRGM permet d'évaluer simplement et rapidement les risques d'un bien localisé soit par son adresse soit par le numéro de sa parcelle.
Les Rives sont exposées au risque de feu de forêt du fait de la présence sur son territoire. Un plan départemental de protection des forêts contre les incendies (PDPFCI) a été approuvé en juin 2013 et court jusqu'en 2022, où il doit être renouvelé. Les mesures individuelles de prévention contre les incendies sont précisées par deux arrêtés préfectoraux et s’appliquent dans les zones exposées aux incendies de forêt et à moins de 200 mètres de celles-ci. L’arrêté du 25 avril 2002 réglemente l'emploi du feu en interdisant notamment d’apporter du feu, de fumer et de jeter des mégots de cigarette dans les espaces sensibles et sur les voies qui les traversent sous peine de sanctions. L'arrêté du 11 mars 2013 rend le débroussaillement obligatoire, incombant au propriétaire ou ayant droit,.

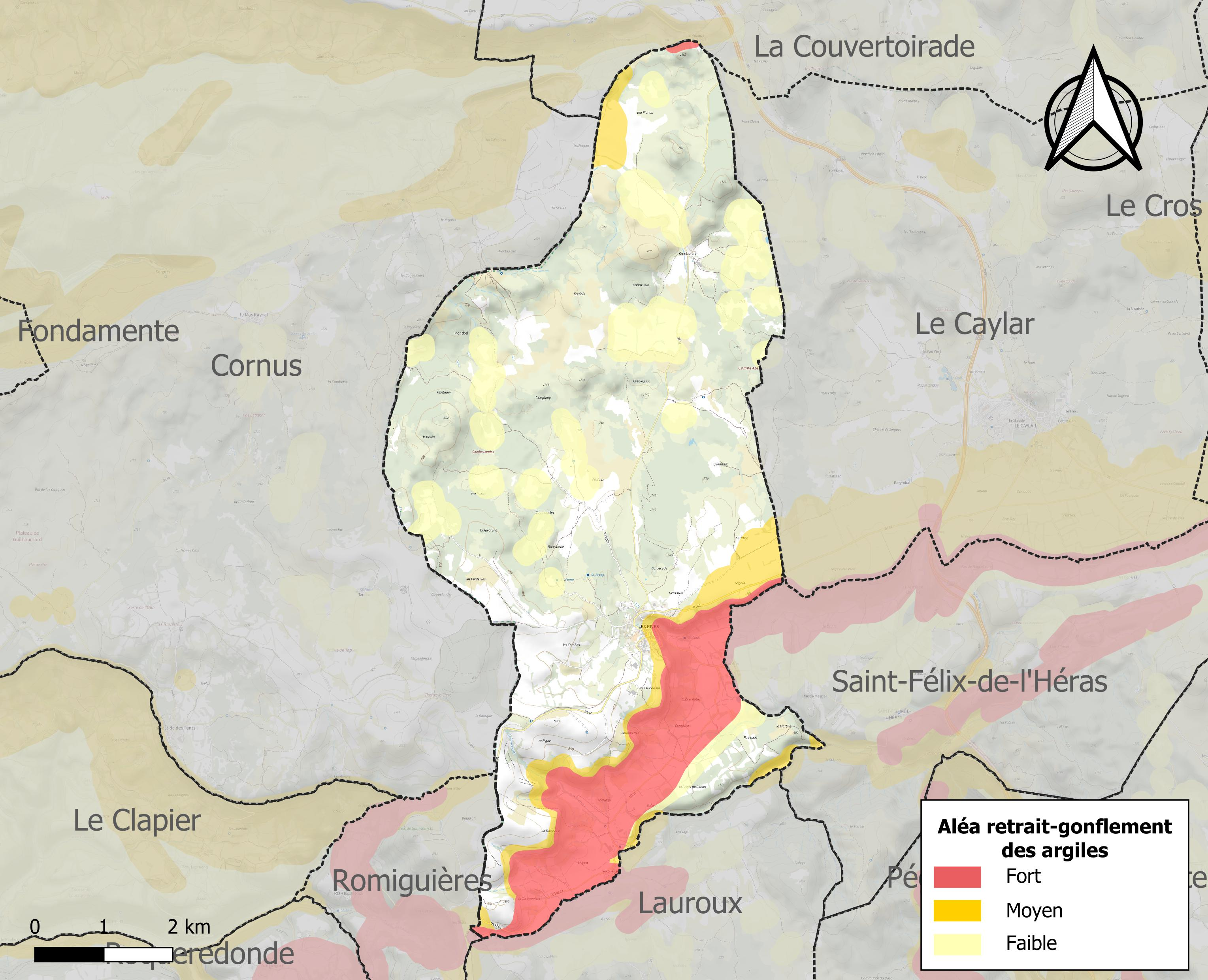
Carte des zones d'aléa retrait-gonflement des sols argileux des Rives.

Le retrait-gonflement des sols argileux est susceptible d'engendrer des dommages importants aux bâtiments en cas d’alternance de périodes de sécheresse et de pluie. 17,9 % de la superficie communale est en aléa moyen ou fort (59,3 % au niveau départemental et 48,5 % au niveau national). Sur les 102 bâtiments dénombrés sur la commune en 2019, 70 sont en aléa moyen ou fort, soit 69 %, à comparer aux 85 % au niveau départemental et 54 % au niveau national. Une cartographie de l'exposition du territoire national au retrait gonflement des sols argileux est disponible sur le site du BRGM,.
Par ailleurs, afin de mieux appréhender le risque d’affaissement de terrain, l'inventaire national des cavités souterraines permet de localiser celles situées sur la commune.
La commune a été reconnue en état de catastrophe naturelle au titre des dommages causés par les inondations et coulées de boue survenues en 1982 et 2015. 

## Politique et administration

### Administration municipale
Le nombre d'habitants au dernier recensement étant compris entre 100 et 499, le nombre de membres du conseil municipal est de 11.

### Liste des maires
| Période   | Période   | Identité            | Étiquette | Qualité  |
| --------- | --------- | ------------------- | --------- | -------- |
| 1947      | 1971      | Marius Agussol      |           |          |
| 1971      | 1983      | Pierre Singla       |           |          |
| 1983      | mars 2001 | Jean-Marie Barascut |           |          |
| mars 2001 | mars 2014 | Colette Meinard     |           |          |
| mars 2014 | En cours  | Jean-Paul Agussol   | SE        | Retraité |

## Démographie
L'évolution du nombre d'habitants est connue à travers les recensements de la population effectués dans la commune depuis 1793. Pour les communes de moins de 10 000 habitants, une enquête de recensement portant sur toute la population est réalisée tous les cinq ans, les populations de référence des années intermédiaires étant quant à elles estimées par interpolation ou extrapolation. Pour la commune, le premier recensement exhaustif entrant dans le cadre du nouveau dispositif a été réalisé en 2008.

En 2022, la commune comptait 151 habitants, en évolution de +5,59 % par rapport à 2016 (Hérault : +7,49 %, France hors Mayotte : +2,11 %).
| 1793 | 1800 | 1806 | 1821 | 1831 | 1836 | 1841 | 1846 | 1851 |
| ---- | ---- | ---- | ---- | ---- | ---- | ---- | ---- | ---- |
| 407  | 347  | 393  | 420  | 315  | 290  | 242  | 253  | 239  |

| 1856 | 1861 | 1866 | 1872 | 1876 | 1881 | 1886 | 1891 | 1896 |
| ---- | ---- | ---- | ---- | ---- | ---- | ---- | ---- | ---- |
| 283  | 270  | 231  | 257  | 242  | 264  | 252  | 242  | 235  |

| 1901 | 1906 | 1911 | 1921 | 1926 | 1931 | 1936 | 1946 | 1954 |
| ---- | ---- | ---- | ---- | ---- | ---- | ---- | ---- | ---- |
| 200  | 198  | 179  | 162  | 162  | 145  | 124  | 102  | 96   |

| 1962 | 1968 | 1975 | 1982 | 1990 | 1999 | 2006 | 2008 | 2013 |
| ---- | ---- | ---- | ---- | ---- | ---- | ---- | ---- | ---- |
| 100  | 92   | 72   | 78   | 102  | 127  | 125  | 124  | 143  |

| 2018 | 2022 | - | - | - | - | - | - | - |
| ---- | ---- | - | - | - | - | - | - | - |
| 145  | 151  | - | - | - | - | - | - | - |

## Économie

### Emploi
|                | 2008   | 2013   | 2018   |
| -------------- | ------ | ------ | ------ |
| Commune        | 3,7 %  | 4,4 %  | 11,5 % |
| Département    | 10,1 % | 11,9 % | 12 %   |
| France entière | 8,3 %  | 10 %   | 10 %   |

En 2018, la population âgée de 15 à 64 ans s'élève à 78 personnes, parmi lesquelles on compte 75,6 % d'actifs (64,1 % ayant un emploi et 11,5 % de chômeurs) et 24,4 % d'inactifs,. En  2018, le taux de chômage communal (au sens du recensement) des 15-64 ans est inférieur à celui du département, mais supérieur à celui de la France, alors qu'en 2008 il était inférieur à celui de la France.
La commune fait partie de la couronne de l'aire d'attraction de Lodève, du fait qu'au moins 15 % des actifs travaillent dans le pôle,. Elle compte 31 emplois en 2018, contre 29 en 2013 et 29 en 2008. Le nombre d'actifs ayant un emploi résidant dans la commune est de 50, soit un indicateur de concentration d'emploi de 61,3 % et un taux d'activité parmi les 15 ans ou plus de 49,2 %.
Sur ces 50 actifs de 15 ans ou plus ayant un emploi, 16 travaillent dans la commune, soit 32 % des habitants. Pour se rendre au travail, 78 % des habitants utilisent un véhicule personnel ou de fonction à quatre roues, 14 % s'y rendent en deux-roues, à vélo ou à pied et 8 % n'ont pas besoin de transport (travail au domicile).

### Activités hors agriculture
9 établissements sont implantés  aux Rives au 31 décembre 2019.
Le secteur du commerce de gros et de détail, des transports, de l'hébergement et de la restauration est prépondérant sur la commune puisqu'il représente 44,4 % du nombre total d'établissements de la commune (4 sur les 9 entreprises implantées aux Rives), contre 28 % au niveau départemental.

### Agriculture
|               | 1988  | 2000  | 2010  | 2020  |
| ------------- | ----- | ----- | ----- | ----- |
| Exploitations | 10    | 9     | 7     | 6     |
| SAU (ha)      | 1 797 | 1 641 | 1 594 | 1 396 |

La commune est dans le Causses du Larzac, une petite région agricole occupant  une partie du nord du département de l'Hérault. En 2020, l'orientation technico-économique de l'agriculture  sur la commune est l'élevage d'ovins ou de caprins. Six exploitations agricoles ayant leur siège dans la commune sont dénombrées lors du recensement agricole de 2020 (dix en 1988). La superficie agricole utilisée est de 1 396 ha,,.

## Culture locale et patrimoine

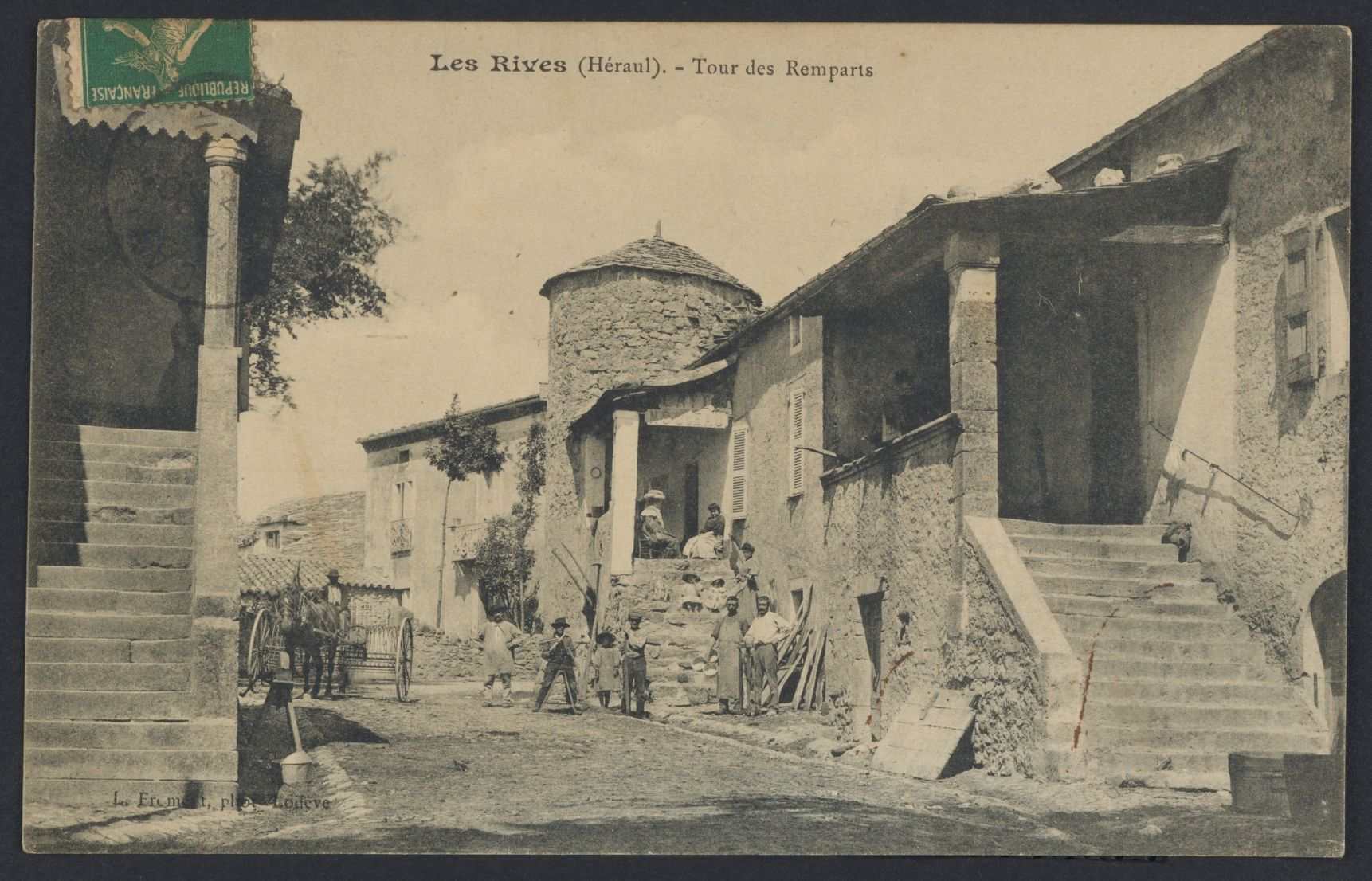
Carte postale de la tour des remparts (1908).

### Lieux et monuments
Le territoire de la commune est très karstifié, phénomène géologique qui se traduit par la présence de nombreuses cavités naturelles superficielles et souterraines, ainsi que par un lac intermittent qui apparaît irrégulièrement au nord du village : le lac des Rives.
- Église de la Transfiguration-du-Seigneur des Rives.

### Équipements culturels
Dans les années 1980, il existait aux Rives un groupe de variétés, l'orchestre « Phil Rivers », composé de quatorze musiciens et dont le chef d'orchestre, descendant de la famille Arlabosse et natif de Lodève, s'appelle Philippe Fayolle. Cet orchestre fut dissout en 1986.

### Personnalités liées à la commune
- Marius Agussol, ancien maire de la commune.
- Jean-Marie Barrascut, ancien maire de la commune.

### Héraldique
| Armes des Rives | Les armes des Rives se blasonnent ainsi : D'azur à la montagne cousue de sinople, mouvant de la pointe, chargée d'un rencontre de brebis d'argent, surmontée de deux demi-vols adossés du même. |

### Fonds d'archives
- Fonds : Archives communales de Les Rives (1664-1837) [1 ml].  Cote : 230 EDT. Montpellier : Archives départementales de l'Hérault (présentation en ligne).